# Jarai
I Jarai (o anche Người Gia Rai, Gia Rai, or Gia-rai) sono un gruppo etnico facente parte dei 54 gruppi etnici ufficialmente riconosciuti dal Vietnam. La lingua Jarai fa parte del ceppo maleo-polinesiano, branca delle lingue austronesiane. La lingua Jarai è strettamente correlata alla lingua chăm del Vietnam centrale e alle lingue maleo-polinesiane di Indonesia, Malaysia, Madagascar e Filippine. I Jarai arrivano approssimativamente a 332,557 e sono il secondo più grande gruppo etnico tra i gruppi conosciuti come Degar o Montagnard.
I Jarai vivono soprattutto nelle province di Gia Lai e Kon Tum; pochi altri vivono nella provincia di Dak Lak e a Ratanakiri (Cambogia). Dopo la guerra del Vietnam, molti Jarai che si erano alleati con gli Stati Uniti, si trasferirono con le loro famiglie proprio negli USA, in particolare nella Carolina del Nord.

## Cultura
Tradizionalmente, i Jarai vivono in piccoli villaggi di circa 500 abitanti. Questi si sviluppano attorno ad una piazza centrale, con singole case intorno al centro del villaggio. Nel centro del villaggio spesso si possono trovare una casa comune, una rete per giocare a pallavolo o una riseria. Le Camere sono state costruite tradizionalmente interamente da bambù; comunque nei periodi più recenti le case di legno con i tetti d'acciaio hanno guadagnato popolarità, grazie alla loro resistenza. I Jarai hanno una cultura matriarcale; la linea ereditaria è seguita infatti dal ceppo materno e non da quello paterno.
La maggioranza dei Jarai è animista; credono che i demoni abitino in tutto il creato. periodicamente vengono praticati sacrifici di maiali, mucche, bufali agli spiriti del villaggio. Negli anni '70, comunque, alcuni missionari americani, della Christian and Missionary Alliance, hanno portato il cristianesimo tra i villaggi Jarai, col risultato che il numero di cristiani tra questi gruppi etnici ha superato le 100 000 unità.
Negli anni '50 e '60, il movimento indipendentista dei Degar ebbe un significativo seguito tra le popolazioni autoctone vietnamite, soprattutto tra i gruppi dei Jarai. Lo scopo dei Degar era quello di creare uno stato indipendente nella zona degli altopiani centrali vietnamiti, consistente interamente di popolazioni indigene. A seguito di questi movimenti, il governo vietnamita divenne molto sospettoso al riguardo dei Jarai. Sono diventati quindi frequenti segnalazioni di abusi dei diritti umani ai danni di questa etnia.
Tra le altre tradizioni Jarai, va segnalata la musica, che viene spesso suonata con gong, xilofoni, cetre, e vari altri strumenti tradizionali. Dock Rmah, un noto musicista Jarai che vive negli Stati Uniti, ha ricevuto nel 1996 un Folk Heritage Award dal North Carolina Arts Council.
Siccome il Vietnam permette ufficialmente solo sei religioni all'interno del proprio territorio, e fra queste non vi è inclusa quella dei Jarai, questa etnia ha avuto notevoli problemi di ambientamento negli ultimi anni. Il Canada è stata una delle nazioni più ospitali per questo popolo.